# John James Hughes
John James Hughes (1814 – 17. červen 1889) byl velšský inženýr, podnikatel a zakladatel města Doněck.

## Životopis
Hughes se narodil ve městě Merthyr Tydfil ve Walesu, kde jeho otec pracoval jako hlavní inženýr v železárnách Cyfarthfa Ironworks. Zde také pod vedením svého otce začal svou kariéru.
Poté se přestěhoval do města Ebbw Vale a ve 40. letech 18. století začal pracovat ve slévárnách Uskside Foundry v Newportu. Zde Hughes získal své jmění a renomé. Ve 28 letech koupil loděnice a ve 36 letech už měl vlastní slévárnu v Newportu. Tou dobu se oženil s Elizabeth Lewis, se kterou měl šest synů a dvě dcery, všechny narozené v Newportu.

### Železárny Millwall Iron Works
V polovině 50. let se Hughes přestěhoval do Londýna, aby se stal manažerem výhní a válcoven společnosti C.J. Mare and Company, kterou později převzala společnost Millwall Iron Works & Shipbuilding Company. Během tohoto období se tyto podniky celosvětově proslavily železným opláštěním dřevěných lodí pro Britské královské námořnictvo, což bylo z velké části Hughesovou zásluhou. V roce 1864 navrhl lafetu pro těžké kanóny, kterou používala námořnictva v Británii i dalších evropských státech.

### Založení Doněcku

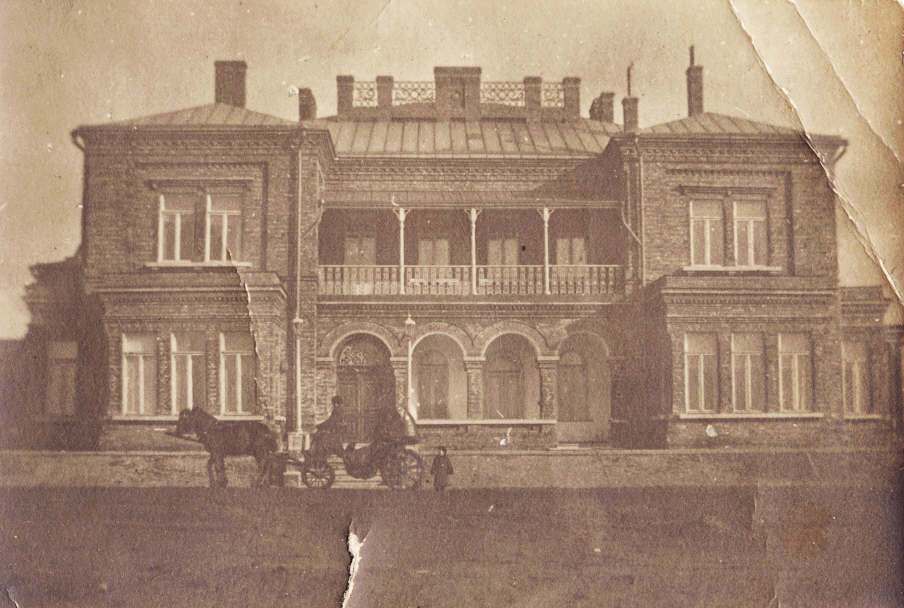
Hughesův dům v Juzivce c. 1900

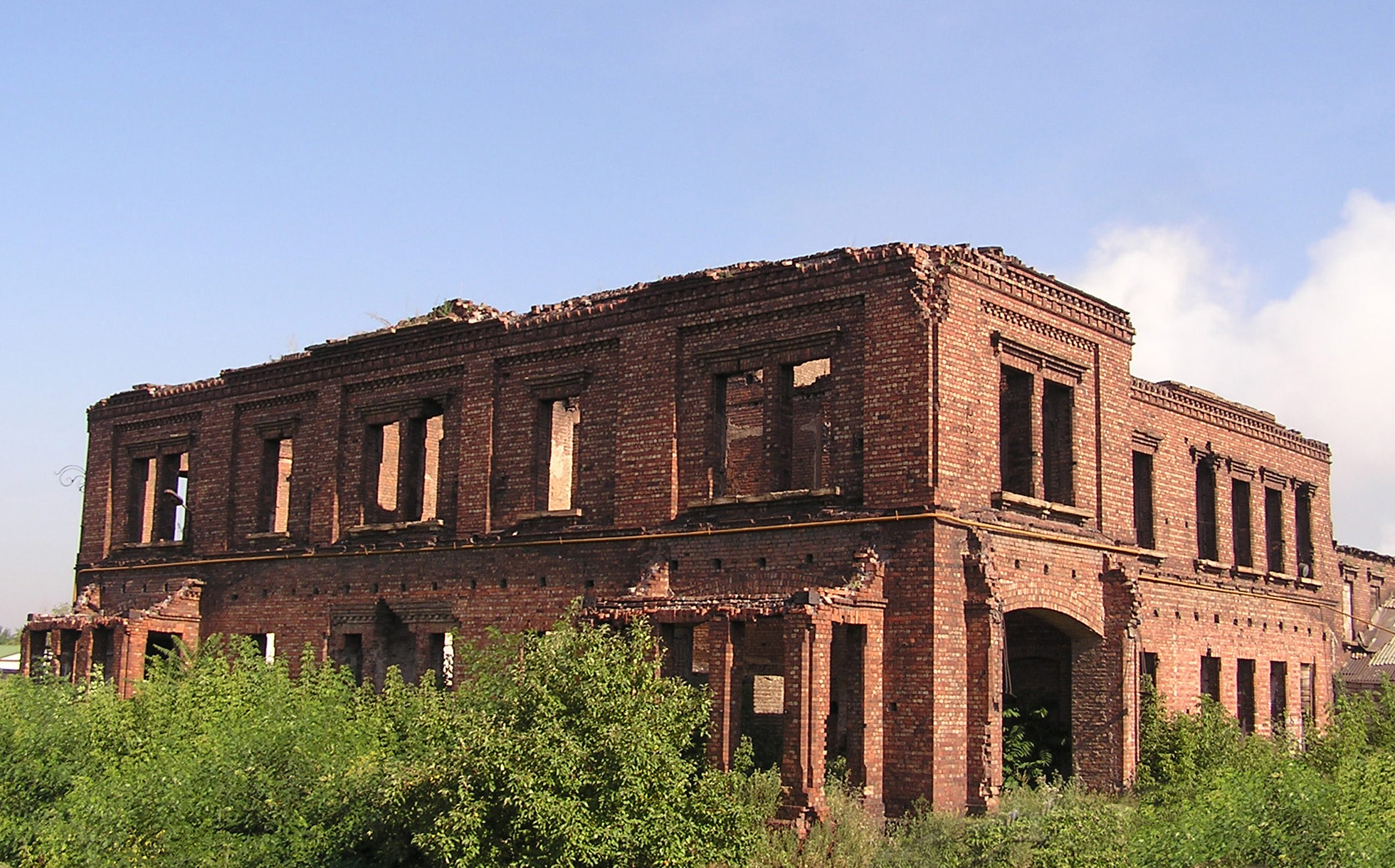
Stejný dům v roce 2006

V roce 1868 společnost Millwall Iron Works Company obdržela zakázku od vlády Ruského impéria na opláštění námořní pevnosti stavěné v Kronštadtu. Hughes od ruské vlády přijal koncese na rozvoj metalurgie v Rusku a v roce 1869 zakoupil od ruského státníka Sergeje Viktoroviče Kočubeje pozemek severně od Azovského moře.
Aby získal kapitál, založil podnik New Russia Company Ltd. (Novoruská společnost s ručením omezeným), a v létě roku 1870, ve věku 55 let, se přestěhoval do Ruska. Odplul s osmi loděmi, sebou měl nejem vybavení potřebné k založení kovodělných závodů, ale i řadu odborných pracovníků: okolo sta železářů a havířů povětšinou z jižního Walesu.
Ihned začal budovat železárny poblíž řeky Kalmius, nedaleko od Oleksandrivky. Tento moderní závod měl osm vysokých pecí a byl schopný plného výrobního cyklu. První surové železo bylo slito v roce 1972. Během 70. let byly vyhloubeny uhelné a železné doly a založeny cihelny a další továrny, aby tento izolovaný průmyslový komplex mohl být soběstačný. Později byl postaven závod na výrobu kolejnic.
Hughesovo jméno přejalo sídliště, které vyrostlo v okolí továren. Vesnice se jmenovala Juzovka (Юзовка) nebo Juzivka (Юзівка) a rychle rostla. Hughes osobně zajistil nemocnici, školy, lázně, čajovny, hasičský sbor a anglikánský kostel zasvěcený sv. Jiřímu a sv. Davidovi. Okolí továren se rychle stalo průmyslovým a kulturním centrem regionu.
Dalších dvacet let se závodní komplex rozšiřoval a prosperoval jak pod správou Johna Hughese, tak pod správou jeho synů po jeho smrti v roce 1889.

### Smrt a pohřeb
Hughes zemřel 17. června 1889 během pracovní cesty do Petrohradu. Jeho tělo bylo převezeno zpět do Spojeného království a je pohřben po boku své ženy na hřbitově West Norwood v Londýně. Několik jeho synů je zde také pochováno.

### Po smrti
Koncem 19. století byly závody největší v Ruském impériu a Donbas v roce 1913 produkoval 74 % ruského železa. Bolševická revoluce přeťala spojení mezi podnikem a Hughesovou rodinou, bratři Hughesové a téměř všichni jejich zahraniční zaměstnanci opustili zemi. Závody byly znárodněny v roce 1919. Město Juzivka bylo v roce 1924 přejmenováno na Stalino a v roce 1961 na Doněck. Závody revoluci i občanskou válku přežily a navzdory socio-ekonomické změně prosperovaly.
V roce 2001 byl Hughesovi v Doněcku postaven pomník.
Po anexi Krymu v roce 2014 vznikla satirická kampaň za připojení Doněcku ke Spojenému království na základě jeho historických vazeb.